# Viola willkommii
Viola willkommii är en violväxtart som beskrevs av R. de Roemer. Viola willkommii ingår i släktet violer, och familjen violväxter. Inga underarter finns listade i Catalogue of Life.